# Шанин, Алексей Константинович
Алексей Константинович Шанин (род. 29 мая 1984, Ставрополь, СССР) — российский рыболов-спортсмен. Мастер спорта международного класса по спортивному рыболовству. Обладатель 20-ти медалей чемпионатов мира, из которых 9 — «золотые». Многократный победитель и призёр чемпионатов и Кубков России по ловле спиннингом в двух дисциплинах: с берега и с лодки. В составе сборной России с 2004 года. Самый титулованный рыболов-спортсмен России среди всех дисциплин.

## Биография
Родился 29 мая 1984 года в городе Ставрополь. Склонности к рыболовству проявились в раннем детстве, а проводником к занятию рыбалкой выступил дед Владимир Анисимович, отец матери. По мере взросления тяга к ловле рыбы возрастала. Ближе к старшим классам у Алексея окончательно сформировался приоритет в рыбалке: ловля спиннингом на искусственные приманки хищных рыб.
Будучи ещё школьником, твёрдо решил попробовать свои силы в рыболовном спорте. К нему была большая тяга и уверенность в собственных силах, ведь почти всегда на рыбалке ловил больше всех других ребят, с которыми ходил на карьеры и каналы рядом с Краснодаром.
В 1999 году произошло знакомство с основными на то время краснодарскими спортсменами, многие из которых работали или содержали рыболовные магазины. Общение с ними усиливало желание попробовать себя на соревнованиях.
В январе 2000 года состоялась абсолютно случайная, но знаковая встреча с известным и ныне московским спиннингистом Константином Кузьминым, который тогда писал статьи в журнале «Рыбачьте с нами Архивная копия от 8 октября 2021 на Wayback Machine», выпускал книги и фильмы на видеокассетах. Туманным прохладным днём Алексей ловил щук на одном из каналов рисовой системы, когда заметил расплывчатые силуэты двоих спиннингистов. В одном из них и узнал Константина, с которым не упустил момента пообщаться. Оказались москвичи на канале из-за тумана, по причине которого их рейс в аэропорту был задержан и, чтобы не терять времени, они решили найти водоём. Позднее Кузьмин Архивная копия от 8 октября 2021 на Wayback Machine рекомендовал краснодарцам обратить внимание на перспективного паренька.
Дебютировал на соревнованиях Алексей Шанин в апреле 2002 года, сразу выполнив норматив третьего спортивного разряд. В то время соревнования в Краснодарском крае проводились почти каждую неделю, поэтому за весну поучаствовал в нескольких стартах и обратить на себя внимание.
Первая победа состоялась в июне 2002 года на выезде, когда в командном зачёте был выигран чемпионат Московской области «Московские зори». Это был первый старт в составе команды Макартычан, Шушвалов, Шанин. Последующие почти 10 лет этот состав выиграет множество соревнований, включая чемпионаты России.
По итогам общероссийского рейтинга в 2003 году Алексей Шанин получил допуск к отборам в состав сборной России и осенью того же года выиграл отборочные соревнования . Примечательно, что с того момента Шанин принимал участие почти во всех отборочных соревнованиях и абсолютно во всех проходил квалификацию, оставаясь в национальной сборной.
Весной 2004 года поехал на первый в жизни чемпионат мира, проходивший в Италии. Сборная России тогда завоевала второе место.

## Наиболее важные спортивные достижения
2004 год. Дебют на чемпионате мира по спиннингу с берега в Италии. В первом туре был в запасе, во втором вышел на замену и занял первое место в зоне, чем помог сборной России завоевать «серебро» в командном зачёте.
2005 год. Абсолютная победа на чемпионате мира в Португалии: «золото» и в личном, и в командном зачётах. Впервые в истории сборная России завоевала титул чемпиона мира, а Шанин стал первым абсолютным чемпионом мира из России
Осенью в составе команды Краснодарского края Алексей Шанин впервые становится чемпионом России по спиннингу с лодок, в личном зачёте завоевал «бронзу».
2006 год. Командная «бронза» чемпионата мира по спиннингу с берега, прошедшему в рамках Всемирных рыболовных игр.
2007 год. Повторение успеха 2005 года, на сей раз сборная России выиграла чемпионат мира, проходивший в Словакии. Алексей Шанин второй раз в спортивной карьере стал чемпионом мира в личном зачёте.
В октябре — победа на первом в истории чемпионате мира по спиннингу с лодок, который впервые состоялся в России на акватории Волги под Саратовом: «золото» как в командном зачёте, так и в личном в составе экипажа Шанин — Селиванов — Питерцов.
2008 год. Победа в составе команды Краснодарского края на чемпионате России по спиннингу с лодок в Саратове.
На чемпионате мира по спиннингу с берега сборная России, в составе которой и Шанин, заняла четвёртое место. Это первый случай за пять лет, когда сборная осталась вне призового места.
2009 год. Командное «Серебро» чемпионата мира по спиннингу с лодок в Казахстане. Это первая международная медаль, полученная Шаниным в составе сборной, будучи оба тура в запасе.
На чемпионате мира по спиннингу с берега в Андорре сборная России выступила провально, заняв лишь седьмое командное место. Это был худший результат в истории команды, после сборная не опускалась столь низко.
2010 год. Победа в личном зачёте и «серебро» в командном в составе сборной России на чемпионате мира по спиннингу с берега в Хорватии. Для Шанина это уже четвёртый личный титул чемпиона мира, помимо трёх командных.
В октябре в Латвии состоялся и чемпионат мира по спиннингу с лодок. Сборная России заняла 7 место.
2011 год. Победа в личном зачёте на Кубке России по спиннингу с лодок.
В сентябре в Италии состоялся чемпионат мира по спиннингу с берега, прошедший в рамках Всемирных рыболовных игр. Алексей Шанин завоевал «бронзу» в личном зачёте, сборная России заняла шестое место.
2012 год. Победа в составе сборной России на чемпионате мира по спиннингу с берега в Польше. Восьмое мировое «золото» Шанина в карьере.
В сентябре в составе сборной Краснодарского края победа на чемпионате России по спиннингу с лодок.
В октябре — третье место в составе сборной России на чемпионате мира по спиннингу с лодок, Украина. Это второй и последний на сегодняшний день случай, когда Шанин оба тура чемпионата мира остался в запасе.
2013 год. Третье командное место сборной России на чемпионате мира по спиннингу с берега в Чехии.
Август. Чемпионат России по спиннингу с лодок. «Бронза» в составе команды Краснодарского края.
Октябрь. Чемпионат мира по спиннингу с лодок в Северной Ирландии. «Серебро» и в личном, и в командном зачётах. Примечательно, что и сборной, и экипажу Шанин — Панчёхин не хватило всего одной рыбы до чемпионства. Во время этого чемпионата мира Алексей Шанин стал отцом, родилась дочь Варя.
Октябрь. Через неделю после чемпионата мира в Ирландии, абсолютная победа в первом Кубке России по спиннингу с берега в составе команды Краснодарского края: «золото» и в командном, и в личном зачётах.
2014 год. Май. На чемпионате мира по спиннингу с берега в Болгарии сборная России занимает четвёртое место. Алексей Шанин в личном зачёте пятый, но, при этом, сумел набрать наименьшую среди всех участников сумму мест по периодам — даже меньше, чем у чемпиона мира Мартина Форбака из Словакии. Однако в первый день занял 4 место в зоне с суммой мест по периодам 22, тогда, как во втором туре выиграл с суммой 4,5 (1-1-1-1,5 по четырём периодам) и этот показатель пока остаётся непревзойдённым ни на одном чемпионате мира.
Октябрь. «Бронза» чемпионата мира по спиннингу с лодок во Франции в составе сборной России. Соревнования прошли на горном глубоководном озере Бурже в очень непривычных условиях, где результат команда сделал наловле щуки с глубины 15-18 метров крупными мягкими приманками.
Октябрь. «Серебро» Кубка России по спиннингу с берега в составе команды Краснодарского края.
2015 год. Сентябрь. «Бронза» чемпионата России по спиннингу с лодок, Астрахань.
Сентябрь. Личное «золото» чемпионата мира по спиннингу с лодок в составе экипажа сборной России Шанин — Панчёхин. Это девятый титул чемпиона мира.
Октябрь. Абсолютная победа на чемпионате России по спиннингу с берега, Теберда: «золото» и в личном, и в командном зачётах.
2016 год. Май. В составе сборной России четвёртое место на чемпионате мира по спиннингу с берега.
Октябрь. Чемпионат мира по спиннингу с лодок, Ирландия. Самое провальное выступление сборной, 7 командное место.
2017 год. Май. Второй год подряд у сборной России четвёртое место.
Октябрь. Командное «серебро» чемпионата России по спиннингу с лодок в составе команды Краснодарского края.
2018 год. Май. «Бронза» чемпионата мира по спиннингу с берега в составе сборной России.
Сентябрь. «Бронза» в личном и «серебро» в командном зачёте на чемпионате России по спиннингу с берега. Псебай, Краснодарский край.

## Общественная деятельность
В 2004 году Алексей Шанин начал писать регулярные тематические статьи в журналах «Рыбалка на Руси» и «Рыбачьте с Нами».
В 2011 году запустил собственный сайт Архивная копия от 8 октября 2021 на Wayback Machine, на котором активно вёл свой блог и развил форум, который одно время был одним из самых активных рыболовных порталов на всём постсоветском пространстве.
Активно ведёт съёмки видео с 2002 года, когда впервые принял участие в программе «Рыбалка на Кубани», выходившей на краснодарском телевидении. В этой программе появлялся регулярно в качестве эксперта по ловле хищных рыб.
В 2009 году выпустил на DVD свой первый авторский фильм о ловле воблерами «Твичинг на мелководье», который сделал Алексея Шанина популярным автором учебных видео по спиннингу. Сам фильм разошелся по всем возможным площадкам в сети, собрав огромное количество просмотров и откликов.
Позднее были выпущены на DVD две части фильма «Топвотеры», рассказывающие об использовании поверхностных приманок.
С 2015 года Алексей Шанин постоянный автор видео на YouTube канале AnglersZoom
С 2014 по 2018 годы занимал должность старшего тренера сборной Краснодарского края по спортивному спиннингу.
Ежегодно организует авторские семинары в крупнейших городах России, проводя личное живое общение с рыболовами.

## Личная жизнь
Женат с 2008 года на Юлии Сергеевне Шаниной, в браке родились двое детей: Шанина Варвара (2013) и Шанин Даниил (2016).